# Студенички типик
Студенички типик је српски средњовековни документ из XIII века.
Написао га је Свети Сава у Студеничкој испосници 1208. године, и у себи садржи и житије Савиног оца — Стефана Немање, касније монаха Симеона. Представља први устав Српске православне цркве. Писан је за манастир Студеницу. Уређује организацију живота у монашкој заједници Студенице, уређење и организацију манастирске управе, молитве, исхране, поста Писан је , од напуштања престола па све до престављења.

## Историја
Студенички типик је писан по угледу на Карејски типик, а касније био узор за Жички типик и све друге манастире широм српских земаља. Пишући Студенички типик, назван и Образник Светог Саве, Свети Сава нема за циљ да пропише само спољашњу законик о устројству живота у манастиру, већ преноси живо монашко предање и искуство Свете горе и других духовних центара Истока, нарочито оних у Цариграду, Палестини (Лавра Св. Саве Освећеног) и на Синају.
Студеничким типиком оснива се у Студеници и прва болница код Срба, по византијским манастирским узорима. У типику се говори о детаљима организације болнице у коме се налазе подаци о распореду лежаја за болеснике, раду особља, кућном реду, начину справљања лекова, поступању код масовног обољевања и друго. Студеничка болница је имала четири просторије и 12 кревета, а болесни су након излечења (залечења) отпуштани са отпусном листом. Поред упутстава за рад болнице, Свети Сава је прописао и забрану надрилекарства.
Студеница се овим уставом одређује као слободан од црквених и световних власти, с тим што је поверена ономе који влада српском земљом „њега да има за осветитеља ономе који би хтео да прекрши било које манастирско право”.